# Patrick Vervoort
Patrick Felix Vervoort (Beerse, Bélgica, 17 de enero de 1965) es un exfutbolista belga, que se desempeñó como mediocampista y que militó en diversos clubes de Bélgica, Francia, Países Bajos, Italia y Portugal.

## Clubes
| Club                 | País         | Año         |
| -------------------- | ------------ | ----------- |
| K Beerschot VAC      | Bélgica      | 1982 - 1987 |
| RSC Anderlecht       | Bélgica      | 1987 - 1990 |
| Girondis de Bordeaux | Francia      | 1990 - 1991 |
| Ascoli               | Italia       | 1991 - 1992 |
| Standard Lieja       | Bélgica      | 1992 - 1994 |
| RKC Waalwijk         | Países Bajos | 1994 - 1996 |
| Vitória Guimarães    | Portugal     | 1996 - 1997 |
| Sporting Toulon      | Francia      | 1997 - 1998 |
| KFC Schoten SK       | Bélgica      | 1998 - 1999 |

## Selección nacional
Ha sido internacional con la selección de fútbol de Bélgica; donde jugó 32 partidos internacionales y anotó 3 goles por dicho seleccionado. Incluso participó con su selección, en 2 Copas Mundiales. La primera fue en México 1986, donde su selección obtuvo el cuarto lugar y la segunda fue en Italia 1990, donde convirtió un gol ante su similar de España.